# Горбов, Фёдор Дмитриевич
Горбов, Фёдор Дмитриевич (род. 6 июля 1916 года, Москва, Российская империя — 16 декабря 1977 года, Москва, СССР) — советский учёный-психолог, доктор медицинских наук, основатель советской космической медицинской психологии.
Входил в состав медицинской группы, проводившей отбор кандидатов в первую группу космонавтов, в том числе и Юрия Гагарина.

## Биография

### Ранние годы
Родился 6 июля 1916 года в Москве в семье известного литературоведа и критика Дмитрия Александровича Горбова.
В 1939 году, окончив три курса второго Московского государственного медицинского института, добровольцем идёт в армию.
В 1941 году он окончил военный факультет при этом же институте. Во время Великой Отечественной войны Фёдор Дмитриевич работал военным врачом. За боевые заслуги во время войны дважды  награждён орденом Красной Звезды
После окончания войны руководил службой психоневрологической экспертизы в Центральном научно-исследовательском авиационном госпитале в Москве, а затем возглавил психологическую лабораторию Институте авиационной и космической медицины.
Федор Дмитриевич разрабатывал проблемы пространственных иллюзий у лётчиков в полете, возникновения у них пароксизмальных состояний. Обращала на себя внимание точность прогнозов специалиста относительно поведения лётчика в обычных и сложных ситуациях. В своих исследованиях он обосновал методы психофизиологической тренировки. Благодаря Горбову психология подошла к изучению понятия профессионального здоровья и восстановительной медицины.
На основе полученных данных им была написана кандидатская, успешно защищённая в 1953 году. Основным открытием был тот факт, что работа в условиях помех приводит к нарушению предвидения как одного из важнейших качеств лётчика.

### Космическая психология
Фёдор Дмитриевич вошел в состав группы специалистов, осуществлявших отбор и подготовку первого отряда космонавтов. Он стал ответственным за психологической готовность кандидатов. Не сомневаясь в психическом состоянии всех прошедших строгий отбор в первую группу космонавтов, Фёдор Дмитриевич думал над поведением космонавта после полета в статусе первого покорителя космоса. Поэтому специалист в качестве главного критерия отбора выдвинул эмоционально-нравственные качества кандидата и настоятельно рекомендовал выбрать Юрия Алексеевича Гагарина, который стал не только первым человеком в космосе, но и символом эпохи. Как отмечает Борис Рыжов, Горбов является автором «феномена Гагарина», обворожившего всю планету. За успешное выполнение специального задания Правительства по созданию образцов ракетной техники, космического корабля-спутника «Восток» и осуществление первого в мире полета этого корабля с человеком на борту в третий раз в жизни награждён орденом Красной Звезды.
В 1963 году Фёдором Горбовым была защищена докторская диссертация «Пароксизмы при непрерывной деятельности».
Важной в космическом периоде исследований Фёдора Дмитриевича стала психологическая подготовка к первому групповому полету в космос. На основе интересных наблюдений за поведением кандидатов в бытовых ситуациях, он определял неформального лидера группы, действовавшего не в личных интересах. Был разработан прибор «Гомеостат», позволявший определять лидера группы по характеру совместной операторской деятельности нескольких человек. Наряду с «Чёрно-красной таблицей Горбова» (модификации методики Шульте) Гомеостат остаётся обязательным инструментом психологического отбора космонавтов и других лиц экстремальных профессий. Он внедрил в практику отбора первых космонавтов метод сурдокамерных испытаний.
В 1967 году Горбов заканчивает службу в армии и уходит из Института медико-биологических проблем, возглавив лабораторию психических состояний Института общей и педагогической психологии, которой руководил до своей смерти.

### «Я и моё второе Я»
Творческая деятельность учёного была ограничена секретным статусом его исследований, а также рутинной работой на военной службе. По этой причине список печатных трудов Фёдора Дмитриевича не велик по объёму, однако является важнейшим для психологии по своему значению.
Главной книгой Горбова является оригинальное научно-исследовательское произведение «Я и моё второе Я», вышедшее в свет уже после смерти её автора. Как отмечает Юлия Гиппенрейтер, генеральной темой книги является  «двойственность нашего сознания: способность мыслить, переживать, действовать — и одновременно наблюдать свои мысли, переживания, действия».

## Смерть
Федор Дмитриевич Горбов скончался 17 декабря 1977 года в Москве. Похоронен на Введенском кладбище в семейном захоронении.

## Оценки
Научная деятельность Федора Дмитриевича Горбова высоко оценена специалистами. Он является основателем космической медицинской психологии, его методики являются востребованными и по сей день. Известный российский психолог Борис Рыжов оценивает вклад ученого в статье под названием «Парадоксальный гений Федора Дмитриевича Горбова».
Известный психолог Владимир Пономаренко пишет:

Душа и дух Федора Горбова живут во многих людях. Не знаю, первое или второе «Я» Горбова летает во Вселенной, но оно приобрело новое качество— информационные программы о Земле

## Награды
- Орден Красной Звезды (трижды)

### Некоторые монографии
- Горбов Ф. Д. Я и мое второе Я. М.; Воронеж: МПСИ, МОДЭК, 2000.
- Горбов Ф.Д., Лебедев В.И. Психологические аспекты труда операторов. М.: Медицина, 1975.

### Некоторые статьи
- Горбов Ф.Д. Индивидуум и группа в экспериментальной групповой психологии // Проблемы инженерной психологии: Материалы 1-й Ленинградской конференции по инженерной психологии. Л.: Изд-во ЛГУ, 1964.
- Горбов Ф.Д., Новиков М.А. Экспериментально-психологические исследования группы космонавтов // Проблемы космической биологии. Т. 4. М.: Наука, 1965.
- Горбов Ф.Д., Мясников В.М. Психологические исследования // Первые космические полеты человека. М.: Наука, 1962.
- Горбов Ф.Д. Психологический стресс космического полета // Эргономика. Вып. 2. М.: Изд. ВНИИТЭ, 1971.
- Горбов Ф.Д.  О «помехоустойчивости» оператора // Инженерная психология. М.: Изд-во МГУ, 1964.